# Robert LaPalme
Compléments
- Caricaturiste attitré du quotidien montréalais Le Devoir de 1950 à 1958 ;
- Caricaturiste attitré du quotidien montréalais La Presse de 1959 à 1961 ;
- Fondateur, organisateur et animateur du Salon international de la caricature de Montréal des années 1960 aux années 1980 (plus de 25 ans).

Robert LaPalme (Montréal, 1908-1997) est un caricaturiste et peintre québécois. Il est considéré par plusieurs comme l'un des plus grands caricaturistes du Canada du XXe siècle. Engagé politiquement et artistiquement, il a travaillé pour presque tous les quotidiens francophones du Canada. Son travail, qui s'est fait connaître un peu partout à travers le monde, a eu une grande influence sur la scène artistique montréalaise.

## Biographie
Robert LaPalme, de son vrai nom Joseph-Anatole-Thomas-Robert Gaboriau, est né le 14 avril 1908 à Montréal. Il grandit dans une famille nombreuse et peu fortunée. Protégé et soutenu par sa mère, qui lui prédit un avenir dans le domaine de la caricature ou de l’étalage, il se considérait pourtant comme le raté de la famille.
En 1918, il a quitté la ville avec sa famille pour aller vivre dans une ferme en Alberta. Il a vécu près de la rivière de la Paix de 10 à 17 ans. Lui et sa famille ne reviendront à Montréal qu'à la fin de la Première Guerre mondiale. LaPalme échouera au concours d'entrée des Beaux-Arts. Il accumulera alors les petits boulots (confectionneur de crucifix, fleuriste, ouvreur…) tout en commençant à dessiner de son côté. Il s'intéressera à la caricature, en s'inspirant principalement des formes géométriques.
Il aura droit à sa première publication en 1933 dans l'Almanach de la langue française, avec des caricatures de personnages politiques, ce qui lui apportera une certaine notoriété dans le monde de l'art contemporain. On commence à associer son style au cubisme, on le qualifie d’ailleurs de "Picasso de la caricature politique au Canada".
En 1934, Olivar Asselin lui offre son premier emploi stable en tant qu'illustrateur au sein du quotidien de langue française l'Ordre Ses dessins, en première page du journal, viseront à la fois les personnalités politiques, littéraires, culturelles et sportives. On publie également ses caricatures dans la revue new-yorkaise Review of Reviews (en), ainsi que dans celle L'Écho de Paris.
En 1935, LaPalme part avec sa femme s'installer à New York pendant 2 ans, pour tenter une carrière internationale. Il travaillera en tant que pigiste pour plusieurs périodiques, dont The Nation, le Ringmaster et le Public Ledger de Philadelphie.
Lorsqu'il rentre au Canada en 1937, il sera le caricaturiste du journal d'Ottawa Le Droit. En 1938, il sera bibliothécaire de l'École des beaux-arts de Québec et le caricaturiste de l'Action catholique et de La Patrie.
En 1941, il fonde la Galerie municipale du Québec, ce qui permet à l'art contemporain d'avoir enfin une place et un lieu d'exposition dans la capitale québécoise. Dans cette période de guerre, il va commencer à enseigner l'histoire de l'art, le dessin et l'architecture à l'Université Laval. À ce moment, ses caricatures sont publiées dans L'Événement-Journal, L'Action Catholique, La Patrie et Le Devoir.
De 1943 à 1959, il est le caricaturiste politique officiel du journal Le Devoir, où il s'en prendra notamment au premier ministre Maurice Duplessis. Il recevra un prix au concours national de journalisme en 1952.
En 1945, encouragé par Jean Paul Lemieux, il commence à peindre. Il débute ainsi une série de tableaux et de murales, ayant pour thème la guerre et l'histoire de la médecine. Une suite de tableaux, Histoire de guerre, est exposée à Toronto en 1946, puis à São Paulo et à Rome, et enfin à Paris.
Au cours des années 1950, on le verra dans des émissions télévisées, animateur de Ma ligne maligne, avec son ami Normand Hudon. Il tiendra également un rôle de nain dans la série québécoise Nérée Tousignant. Cette même année, il se verra recevoir le National Newspaper Award pour la meilleure caricature de l'année.
En 1959, ému de quitter Le Devoir, il entre au journal La Presse, où il ne restera que deux ans, avant d'aller travailler au Nouveau Journal jusqu'à sa fermeture en 1962.
Très influencé par le cubisme à ses débuts, il est un ami d'Alfred Pellan, sur qui on dira qu'il a eu une certaine influence, de même que Jean Paul Lemieux, dont il fut l'assistant.
Il sera ensuite nommé directeur du Salon international de la caricature, qui se déroulera chaque année à Montréal de 1963 à 1988. Tout caricaturiste était libre de présenter une caricature de son choix, un catalogue répertoriant toutes les caricatures exposées était publié chaque année. Ainsi, Montréal devint la capitale de la caricature, où se retrouve chaque année des caricaturistes du monde entier.
On lui confiera ensuite la tâche de directeur artistique de l’Expo 67 (exposition universelle de Montréal). Il participera à de nombreux projets, comme la création de fresques murales pour le nouveau métro de Montréal, pour lequel il prévoira des œuvres pour chacune des stations. Néanmoins, seulement quelques-unes d’entre elles verront le jour. Il fonde également le Pavillon de l'Humour (1967-1968).
En 1968, le maire de Montréal Jean Drapeau, un ami de longue date, lui demande de réitérer l'expérience du Pavillon de l'Humour à Terre des Hommes (exposition). Le pavillon accueillera plus de 1 200 000 visiteurs pendant trois mois. Il réalise pour la Place d'accueil de l'Expo 67, trois tableaux dont les thèmes sont la science, la culture et les divertissements. Ces tableaux sont installés dans le métro de Montréal, station Berri-UQAM en 1970, à la demande du maire Jean Drapeau.
En 1972, il reçoit de la Société nationale des caricaturistes de New York un diplôme reconnaissant les services rendus au monde de l'humour. Cette même année, on le nommera membre de l'Ordre du Canada pour sa contribution à l'art canadien.
En 1973, il tente sans succès de relancer Le Canard, fondé par Hector Berthelot en 1877. Après quelques numéros, la publication s'arrête. LaPalme continue de peindre et d'exposer. Il collabore au Macleans.
À la fin de sa vie, il est le sujet d'un recueil d'entretiens avec Jean-François Nadeau intitulé LaPalme, la caricature et autres sujets sérieux. Le livre a été publié aux Éditions de l'Hexagone en 1997.
Robert LaPalme décède le 19 juin 1997.
En 2006, l'organisme Visages donne un prix annuel nommé Prix Robert LaPalme en son honneur.

### Formation
Robert LaPalme est un autodidacte, il considère que le dessin s'apprend seul. Bien qu'il ait été refusé à l'École des beaux-arts de Montréal, il a continué à dessiner, à peindre et à développer son style. Il commence d'ailleurs très jeune à dessiner, vers l'âge de 4 ou 5 ans. Il déclare même qu'il est né caricaturiste. Il ne se considère pas meilleur que les autres, mais son intérêt et son amour pour le dessin sont des éléments qui l'ont poussé à évoluer dans le domaine, même sans l'apprentissage scolaire.
Il dira : "Ce qui m'amuse le plus dans cette histoire, c'est qu'après j'en ai battu plusieurs qui avaient passé leur diplôme comme il faut et qui sont devenus professeurs".

## Contexte historique québécois
Entre 1936 et 1939, ainsi qu’entre 1944 et 1959, le parti de droite L’Union nationale, de Duplessis, est à la tête du gouvernement provincial. Le Québec devient tranquillement une province plus moderne, sous l’œil réprobateur de l’autorité religieuse et de la droite. La province canadienne connaît un développement des moyens de  communication en lien avec l’évolution de la technologie (journaux, radio, cinéma, télévision).
La Révolution tranquille, qui s’amorce dans les années 1950, amène des changements dans toutes les sphères de la société : économique, sociale, éducative, politique. Des conditions de vie favorables et une économie florissante encouragent l’urbanisation. Un changement des mentalités s’opère, contribuant à la contestation du régime duplessisme, qui s’adapte difficilement à ces changements : « Le niveau socio-économique de la population évolue rapidement, tandis que les institutions sont incapables de s’ajuster à la nouvelle réalité, comme l’illustrent si bien La Palme et Hudon, qui se déchaîneront contre le gouvernement Duplessis ».

## Engagement politique
Robert LaPalme, dans une lettre qu'il a écrit pour le journal Le Devoir : « Parfois, on m'a reproché d'être sévère et cruel envers certains politiciens, de manquer de respect envers l'autorité. Je crois pouvoir me justifier en faisant remarquer que, de bonne foi, ne dessinant sous la dictée de personne, j'ai refusé de vénérer nos Batista qui se prostituent et qui trahissent pour avoir le plaisir orgueilleux de gouverner. Avilie, l'autorité devient méprisable et il est impérieux pour tous les journalistes honnêtes de la dénoncer. »
Robert LaPalme a publié plus de 2500 caricatures dans le journal Le Canada.
Dans les années 1950, il réalise ses caricatures les plus connues : de véritables pamphlets qui incarnent toute une époque de luttes contre le duplessisme, luttes auxquelles LaPalme participe très activement.
Néanmoins, Robert LaPalme n'est pas l'homme d'un parti; il démontre clairement ses différentes opinions politiques dans ses caricatures. D'abord favorable à Duplessis, il devient son plus grand détracteur à partir des années 1940, on dit même qu'il contribuera à faire tomber le régime.
Dans les années 1960, il s'oppose au nucléaire et appuie le Nouveau Parti québécois. Plus tard, il prend parti pour Pierre Elliott Trudeau en raison d'une certaine hostilité envers les indépendantistes québécois, bien qu'il admire René Lévesque, leur principal chef de file.
Il collabore avec de nombreux journaux dits engagés, comme L'Ordre et La Renaissance d'Olivier Asselin, The Nation, Le Devoir, Combat, Vrai de Jacques Hébert et Cité Libre.

### Robert LaPalme et Duplessis
Dans le domaine des caricatures, Robert LaPalme est reconnu pour son travail acharné et sa méchanceté envers le régime de Duplessis. Il a produit une très grande quantité de caricatures évoquant son opinion négative envers Duplessis, qu’il surnommait d’ailleurs le Cheuf, en faisant allusion à un dictateur. Parmi celles-ci :  « Vas-y » (Le Canada, 1948), « Laissez-moi finir mon œuvre » (Le Devoir, 27 juin 1952), « Le bill 34 » (Le Devoir, 1953), « L’immoraliste » (Le Devoir, 27 février 1953), « Quand la canaille a besoin d’un allié », (Le Devoir, 10 mars 1953), « Lendemain d’élections » (Le Devoir, 25 novembre 1957), etc.
Des éléments caractéristiques de Duplessis se retrouvent dans plusieurs des caricatures de LaPalme :  l’accentuation et la déformation de son nez, pointu ou allongé selon le discours ; des lignes courbes et sinueuses sont évocatrices de sa vie personnelle. Dans plusieurs de ses caricatures, LaPalme fait allusion à la relation de Duplessis avec sa maîtresse, en y intégrant parfois le nom de la rue où le premier ministre du Québec la rencontrait.
Le caricaturiste désapprouve également l’anti-syndicalisme de Duplessis. De plus, il lui reproche son rapport avec l’évolution grandissante d’une injustice sociale québécoise, ainsi qu’un aveuglement face à la situation difficile des plus démunis. Il s’attaquera au bill 34, une loi qu’il jugeait anti-démocratique.
« La carrière de LaPalme comme caricaturiste politique de combat prend fin en 1959 à la mort de Duplessis, comme s’il avait eu la mission de mettre fin à ce régime, et qu'une fois cela acquis, il était passé à autre chose. »

## Engagement artistique
Tout d'abord, il est à considérer que les caricaturistes québécois, dans leur travail, réunissent les styles des deux grandes écoles fondatrices de la caricature mondiale, française et anglaise. Les caricatures anglaises sont caractérisées par une déformation, une exagération exponentielle des lignes, formes, gestes, situations, etc. On peut illustrer ce style par le travail de Terry Mosher (dit Aislin), Serge Chapleau et André-Philippe Côté. Quant à la tradition française de la caricature, elle se définit principalement par un dessin schématique. Le travail de Robert Lapalme, Normand Hudon, Berthio, Jean-Pierre Girerd, Pier et autres en font partie.
Dans les années 1930, les caricatures de Robert Lapalme sont de plus en plus dépouillées et s'apparentent à des figures géométriques. Sa caricature Hitler, publié dans le journal l'Ordre en 1934, illustre bien ces caractéristiques. Il est l'un des premiers à s'intéresser au cubisme, qu'il associe d'ailleurs à une forme de caricature.
Pendant l'entre-deux-guerres, il développe son propre style, un style moderne : des traits noirs au pinceau, dans un style libre et souple, avec une grande sincérité.
Sa ligne va à l'essentiel, tout en recherchant la vérité. Pour y arriver, LaPalme passe par de nombreuses heures de travail et de nombreux croquis de recherche.
Au lendemain de la Seconde Guerre mondiale, avec Duncan Macpherson (en), Leonard Norris et Ed McNally, ils forment un groupe de caricaturistes et feront émerger un style spécifiquement québécois, avec des dessins plus vifs et mordants que ceux de leurs confrères américains.
LaPalme revendique ses influences auprès de Miguel Covarrubias et Paolo Garetto.

## Témoignages

### Collègues de travail, critiques, amis
Robert LaPalme : « J’ai des témoignages extraordinaires. J’ai des témoignages que j’aime mieux montrer que mes dessins, d’ailleurs ».
Considéré comme un promoteur de l’humour à travers tous les aspects de sa vie, il se distingue par son talent, son intelligence, sa modestie, sa positivité; des traits de sa personnalité que plusieurs s’entendront à lui accorder. Jean-Pierre Pilon, son avocat, mentionne également sa générosité et sa curiosité intellectuelle. Cette curiosité dont il est question est d’ailleurs un élément central du caractère de LaPalme : un homme sans grande éducation, mais un autodidacte et un curieux, dont le besoin d’apprendre est impératif, que ce soit par les livres ou  par tout autre moyen. Alain Stanké écrit : « La postérité, ce n’était pas sa tasse de thé. Modeste, il n’a jamais prétendu être un grand artiste et ne jugeait pas ses créations comme des chefs-d'œuvre. Perfectionniste, il travaillait avec application, avec passion et semblait tirer de ses créations une joie instantanée qui lui suffisait ».
À travers le monde entier, une reconnaissance généralisée s’est instaurée à propos du  travail de Robert LaPalme. À Montréal, plusieurs de ses collègues de travail et critiques vont reconnaître et admirer son travail, marqué selon eux par un talent incontestable.
D’ailleurs, il est considéré comme un « grand prédécesseur »  par ses pairs. Hudon, Girerd, Berthio, Chapleau, Phanoeuf, Bado, Garnotte, Yayo et Pijet, autant de noms dans le domaine de la caricature qui vont lui succéder tout en reconnaissant l’impact d’un travail marqué par son intelligence, son humour, sa légèreté. Il a acquis une notoriété dans ce milieu : « Comme on pourra le constater, si LaPalme a été pour eux une indéniable source d’inspiration morale, ils n’ont jamais copié ne serait-ce qu’un coup de crayon de celui que certains considéraient comme leur maître ». Par ailleurs, plusieurs se sont amusés à parodier LaPalme dans une série de caricatures à l’image de leur propre style. L’un d’entre eux, Yayo, a joint un texte à son dessin, dans lequel il mentionnait l’impact du travail du caricaturiste : « Pour tous ces satires rêveurs, le Canada –plus que la neige et les grands espaces- est associé à l’image humoristique et à LaPalme, une sorte de mot de passe, un gardien de phare qui a laissé la lumière allumée ».
Des critiques à travers le monde applaudissent son travail. Déjà, à Montréal, une reconnaissance publique est instaurée. Jean-Pierre Pilon, avocat de La Palme, mentionne que : « Les autorités reconnurent son immense talent lorsque Robert fut nommé responsable du Pavillon de l’humour à Terre-des-Hommes et que, pendant presque 30 ans, il présida aux destinées du Salon international de la caricature ». Néanmoins, Montréal ne sera pas le seul endroit qui appréciera les œuvres du caricaturiste.
Ailleurs dans le monde, on découvre son travail et les nombreux témoignages pour le qualifier sont admiratifs. George Micher, important critique de New York dans les années 1930, écrit un bref commentaire sur son travail de peinture dans lequel une phrase marquera particulièrement le caricaturiste : « Tant mieux si le laboratoire développe des trouvailles comme celles de LaPalme » (cité approximativement par La Palme). Toujours à New York, à la suite d'une exposition de peinture sur la guerre, les hommages sont nombreux : « The best show we have had since war began ». Robert LaPalme, dans une entrevue accordée à Alain Stanké, avoue même avoir été catégorisé comme étant « (…) l’un des quatre plus grands peintres au Canada ».
Son décès, en juin 1997, laissera dans le deuil une génération de caricaturistes qui lui succéderont, de même que ses proches qui se souviendront de lui comme étant non seulement un grand caricaturiste, mais aussi un grand homme.
Jacques Languirand : « À mes yeux, tout un pan de notre histoire est disparu avec lui ».

### Politiciens
Le répertoire artistique de La Palme est en grande partie constitué de caricatures de politiciens, dont il brosse le portrait avec humour, parfois sévérité et même cruauté selon certains, teinté de son « esprit corrosif ». Robert LaPalme considérait que les critiques étaient implicites aux métiers de la sphère publique (comme la politique); ceux qui ne pouvaient l’accepter devaient changer de métier.
« Même si les politiciens avaient peu de chance d’échapper à la plume acérée de Robert, rares étaient ceux qui lui en tenaient rigueur. Beaucoup d’entre eux, d’ailleurs, considéraient son intervention comme une sorte de reconnaissance par le grand public ».

## Son travail: un legs pour la société artistique montréalaise
Jean-Pierre Pilon: « Il n’en tient qu’à nous de préserver le véritable trésor que Robert LaPalme nous a légué, un trésor qui fait partie de notre patrimoine artistique ».
Jean-Pierre Pilon : « Qu’on se rassure, l’esprit de Robert LaPalme vit encore ».
Le travail de Robert LaPalme continue à vivre, même après sa mort. Il a été pour plusieurs une influence, un prédécesseur. Une image évocatrice de la caricature à Montréal. Comme les nombreux témoignages le confirment, il a su laisser sa trace dans la scène artistique de Montréal. Par ailleurs, sa personnalité colorée combinée à son travail (comme celui d’autres caricaturistes, tel Normand Hudon) a permis à la caricature de multiplier ses parutions dans divers moyens de communication (journaux, télévision, expositions, etc.). Son ambition de faire de la caricature un grand art n’est pas restée sans réponse :
« Il se disait volontiers futile, superficiel et creux. Il possédait juste l’inimitable grâce de faire de cette légèreté un ART ! Avec lui, la caricature est devenue un grand art qui entre aujourd’hui dans les musées »,.
Robert LaPalme a fait une demande particulière dans son testament, qui ne manque pas de trahir son intérêt pour la caricature à Montréal. Il demande à son avocat de s’assurer de la poursuite de son œuvre au moyen d’une fondation, laquelle portera son nom. Pour LaPalme, c’est un gage de protection de son œuvre et également une manière de garantir « (…) l’avancement du statut social des artistes qui ont choisi de s’exprimer dans le domaine de la caricature ». Pour le caricaturiste, il est impératif de conserver dans nos mémoires les œuvres des artistes, même après leur décès : Montréal regorge d’artistes talentueux qui sont reconnus ou aimés de leur vivant, mais oubliés après leur mort.
Robert LaPalme : « Quant à mes dessins et à mes peintures que les gens vont montrer après ma mort…  Je m’en fiche comme de mon premier pinceau ! La seule chose que je souhaite par-dessus tout, c’est que Montréal puisse reprendre un jour sa place de capitale de la caricature ».

## Citations
"Maîtriser veut dire n'être pas maîtrisé".
"La caricature est sans doute aussi vieille que le rire, et le rire est aussi vieux que l'humanité".
"L'humour c'est sérieux".

### Périodiques
Journaux

## Œuvres

### Musées et collections publiques
- Centre d'histoire de Montréal
- Musée acadien du Québec
- Musée McCord
- Musée Lachine
- Musée national des beaux-arts du Québec[25]

### Revues et journaux
- L'Ordre (dans la direction d'Olivar Asselin)
- Le Droit  (Ottawa)
- Le Journal (Québec)
- L’Action Catholique
- La Patrie
- Le Nouveau Journal
- Le Devoir
- The Nation

Chicago's Ringmaster
Public Legder

## Distinctions
- 1952 : National Newspaper Award (en) pour le meilleur dessin éditorial, Concours canadien de journalisme de l'Association canadienne des journaux ;
- 1965 : Premier prix au concours international d'affiches de Tokyo (Tokyo International Poster Competition) ;
- 1972 : Nommé Officier de l'Ordre du Canada ;
- 2006 : Le Prix Robert-LaPalme est créé pour lui rendre hommage.